# 安戈洛墜姆
在托爾金（J. R. R. Tolkien）的小說裡，安戈洛墜姆（Thangorodrim）是第一紀元位於中土大陸北部英格林山脈（Ered Engrin）三座火山。安戈洛墜姆是中土大陸最高的山峰，由魔苟斯（Morgoth）隆升。魔苟在此挖掘他的要塞安格班（Angband）。
有言安戈洛墜姆是由魔苟斯挖掘要塞及熔爐的碎石殘渣組成，但是卻十分堅固，能形成險峻的懸崖。梅斯羅斯（Maedhros）曾被魔苟斯釘在安戈洛墜姆的峭壁裡。胡林（Húrin）也被囚在安戈洛墜姆的一處高地。安戈洛墜姆的頂峰永久受雲霧籠罩，有時會噴出熔岩。安戈洛墜姆的三座山峰被魔苟斯用作鍛冶場所。
巨鷹（Eagles）曾住在安戈洛墜姆，後來移居到接近貢多林（Gondolin）的克瑞沙伊格瑞姆（Crissaegrim）。
安戈洛墜姆中間的一個山峰，其南面的山腳為安格班的大門，該處的一個深谷可通進山內，有塔樓和堡壘戌衛。安戈洛墜姆也有其他的秘密通道，使魔苟斯的軍隊可發動奇襲。
安戈洛墜姆的位置及面積不明，托爾金所畫的安戈洛墜姆，如依比例，達35000尺高，覆蓋450努曼諾爾哩。據《精靈寶鑽》所載，推測其位於明霓國斯（Menegroth）以北。
和貝爾蘭（Beleriand）的其他地方一樣，第一紀元末的憤怒之戰（War of Wrath）摧毀了安戈洛墜姆。